# Oscar Bjers
Oscar Patrik Theodor Bjers, född 15 december 1964, är en svensk företagsledare och tidigare chef för Apple i Norden.
Bjers började i teknologibranschen hos Nokia Data och följde med på olika chefspositioner när företaget senare blev ICL och därefter Fujitsu. År 1997 började han istället på Icon Medialab. I november 2001 utsågs han till ny vd för Apple AB där han efterträdde Ole Andersen.

## Källhänvisningar
1. ↑  Apple-käck vd firar 40 Arkiverad 30 oktober 2018 hämtat från the Wayback Machine., 15 december 2004